# اندیس سیلیس تاکند
سیلیس تاکند یک اندیس غیرفلزی است که در  استان قزوین قرار دارد و مادهٔ معدنی موجود در آن، سیلیس است.سنگ میزبان این اندیس میوسن است  